# Samuel Gompers

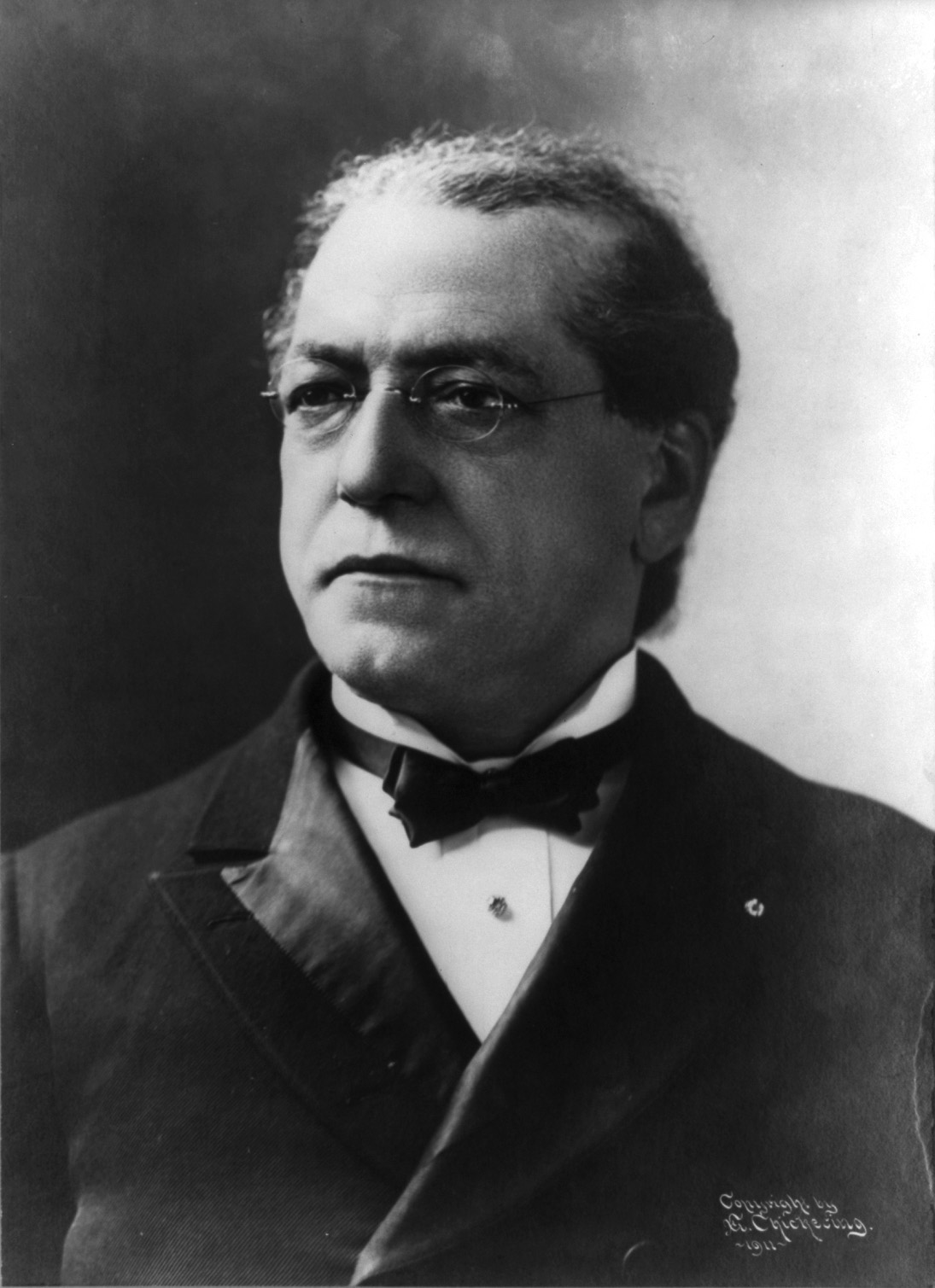
Samuel Gompers.

Samuel Gompers, född 27 januari 1850, död 13 december 1924, var en amerikansk fackföreningsledare.
Gompers föddes i London men utvandrade tidigt till USA, där han blev cigarrfabriksarbetare. Gomper var den amerikanska fackföreningsrörelsens främste organisatör och dikterade trots en energisk opposition American Federation of Labors politik från 1886 till sin död, med undantag av 1894. Han bekämpade försöken att göra fackföreningsrörelsen socialistisk. Gompers deltog i fredsförhandlingarna efter första världskriget vid utarbetandet av fredsavtalets bestämmelser angående arbetarlagstiftning. Han har utgett Seventy years of life and labour.